# 4469 Utting
4469 Utting è un asteroide della fascia principale. Scoperto nel 1978, presenta un'orbita caratterizzata da un semiasse maggiore pari a 2,5755659 UA e da un'eccentricità di 0,1873241, inclinata di 11,84368° rispetto all'eclittica.